# سیلویا اسمیت
سیلویا اسمیت (انگلیسی: Sylvia Smit؛ زادهٔ ۴ ژوئیهٔ ۱۹۸۶) بازیکن فوتبال اهل پادشاهی هلند است.
از باشگاه‌هایی که در آن بازی کرده‌است می‌توان به باشگاه فوتبال توئنته، باشگاه فوتبال هیرنفین، و باشگاه فوتبال پک زووله اشاره کرد.
وی همچنین در تیم ملی فوتبال زنان هلند بازی کرده‌است.